# 4-й корпус резервной кавалерии (Сто дней)
4-й корпус резервной кавалерии Северной армии (фр. 4e corps de réserve de cavalerie de l'Armée du Nord) — оперативно-тактическое объединение армии Наполеона.

## Состав дивизии
- 13-я кавалерийская дивизия (командир — дивизионный генерал Пьер Ватье
- 14-я кавалерийская дивизия (командир — дивизионный генерал Жак Делор

## Командование корпуса

### Командующие корпусом
- дивизионный генерал Жан-Батист Мийо (июнь 1815 – 7 июля 1815)

### Начальники штаба корпуса
- полковник штаба (с 16 июня 1815 - бригадный генерал) Фредерик Шассерио (июнь 1815 – 18 июня 1815)